# Meningite asséptica
Meningite asséptica ou meningite estéril é uma condição na qual existe uma inflamação das camadas que revestem o cérebro, as meninges, mas que não é causada por bactérias piogénicas.
É mais comum em crianças menores de 5 anos e adultos imunocomprometidos.

## Causas
Vírus
Os vírus mais comumente associados com meningite são:
- Enterovírus: Coxsackie, Echovirus e Poliovírus
- Herpesvirus: Herpes simplex virus 1 e 2, Varicela-zóster e Epstein-Barr virus
- Arbovírus: alphavirus (causam meningoencefalites equinas) e flavivirus (especialmente o Vírus do Nilo Ocidental)
- Vírus do sarampo
- Influenzavírus A e Influenzavírus B (vírus da gripe comum)
- Vírus da raiva
- Vírus JC
- HIV

Fungos
- Cryptococcus neoformans
- Histoplasma capsulatum
- Coccidioides immitis
- Blastomyces dermatitides

Bactérias não-piogênicas
Bactérias que não produzem pus e doenças que podem causar:
- Mycoplasma pneumoniae (Pneumonia atípica e meningoencefalite pediátrica)
- Mycobacterium tuberculosis (Tuberculose)
- Ehrlichia (Erlichiose)
- Borrelia burgdorferi (Borreliose)
- Treponema pallidum (Sífilis)
- Brucella sp. (Brucelose)

Outras
- Reações alérgicas a medicamentos
- Doenças sistêmicas
- Reação autoimune

## Sinais e sintomas
Os sintomas clássicos de qualquer meningite são:
- Dor de cabeça
- Irritabilidade
- Sensibilidade a luz
- Perda de apetite
- Rigidez da nuca
- Febre
- Sonolência
- Dor abdominal

Podem durar de 3 a 6 dias
Sinais de complicações:
- Dor na nuca
- Convulsões
- Confusão mental
- Inchaço na cabeça em bebês

## Tratamento
Deve-se tratar a causa. Em casos virais a maioria melhora em 7 a 10 dias mesmo sem tratamento, pode-se usar antivirais como ribavirina, aciclovir ou foscarnet para acelerar a cura dependendo do vírus. Meningites bacterianas tem tratamentos antibióticos específicos. Medicamentos que causem alergia devem ser trocados. Analgésicos e anti-inflamatórios podem ser usados para reduzir os sintomas. 